# Сьвенте (Нижньосілезьке воєводство)
Сьвенте (пол. Święte, нім. Bischdorf) — село в Польщі, у гміні Шрода-Шльонська Сьредського повіту Нижньосілезького воєводства.
Населення — 412 осіб (2011).
У 1975-1998 роках село належало до Вроцлавського воєводства.

## Демографія
Демографічна структура станом на 31 березня 2011 року:
|          | Загалом | Допрацездатний вік | Працездатний вік | Постпрацездатний вік |
| -------- | ------- | ------------------ | ---------------- | -------------------- |
| Чоловіки | 203     | 48                 | 132              | 23                   |
| Жінки    | 209     | 32                 | 129              | 48                   |
| Разом    | 412     | 80                 | 261              | 71                   |